# Песни еврейского местечка
Пе́сни евре́йского месте́чка — культурологический музыкальный проект, направленный на сохранение еврейского культурного наследия. В проекте собраны песни на языке идиш, занесенном ЮНЕСКО в Красную книгу языков. Число носителей языка идиш до Второй мировой войны составляло 11 миллионов Архивная копия от 2 марта 2012 на Wayback Machine. В годы Холокоста погибли 6 миллионов евреев, число говоривших на идиш сократилось вдвое. Язык сохранился в литературе, в устной речи и в ашкеназийском фольклоре, а также в песнях на идиш. В этих песнях отражаются культура, быт, язык, музыка, душа еврейского народа. Отношение к родителям, к детям, к соседям, к религии, к работе, к родному дому, к миру, к себе, к жизни и смерти — всё это передаётся через искусство песни, каждая из которых в проекте «Песни еврейского местечка» представляет собой маленький музыкальный спектакль. Исключительность проекта заключается в том, что веками преследуемые еврейские песни Архивная копия от 4 февраля 2020 на Wayback Machine на идиш, прежде звучавшие в сопровождении лишь небольшой клезмерской капеллы, впервые были исполнены в красках большого симфонического оркестра.

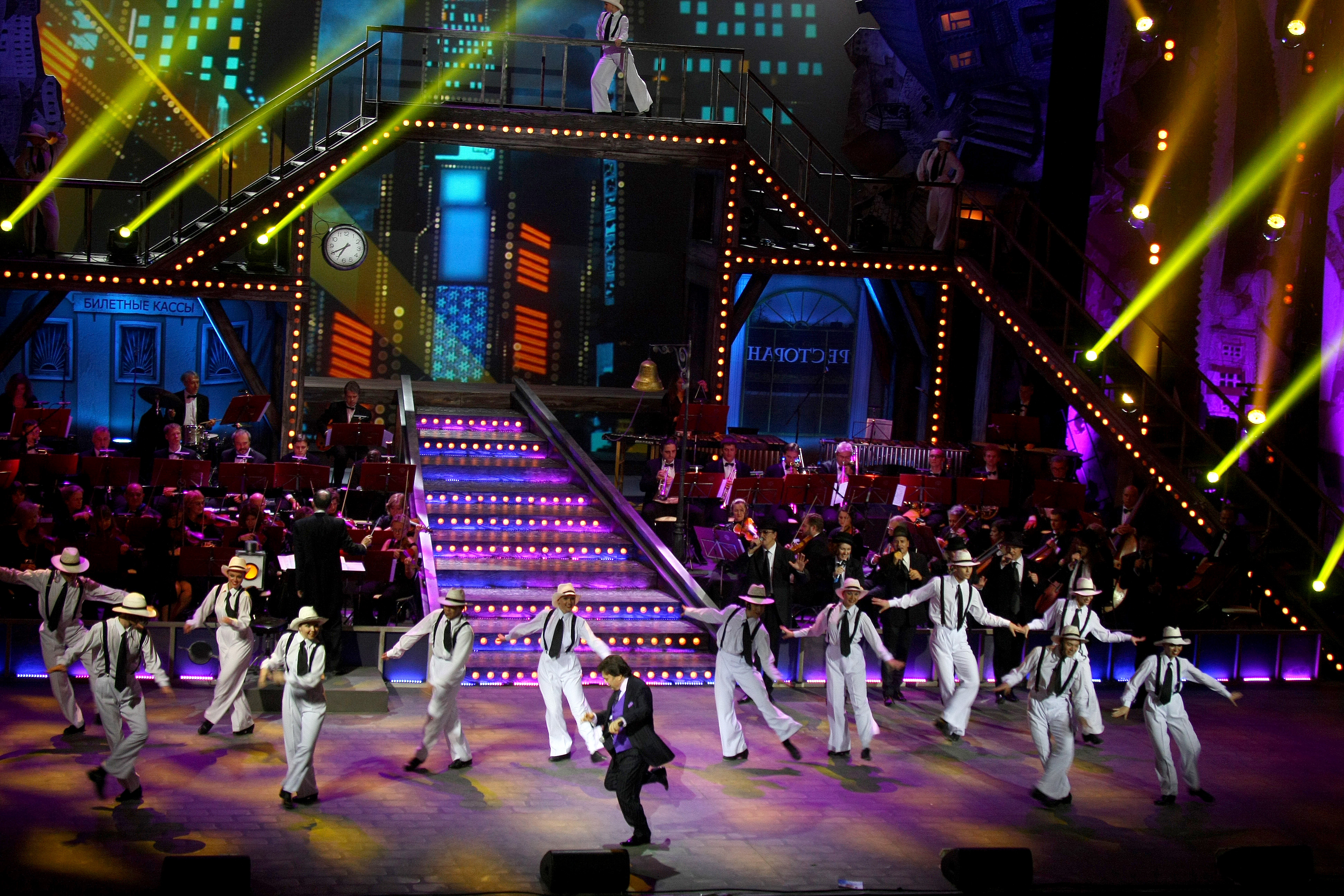
Юбилейный концерт Песен еврейского местечка Ефима Александрова. 2011 год. Москва. МХАТ им. М. Горького.

Автор, художественный руководитель и солист проекта, Заслуженный артист Российской Федерации (недоступная ссылка), певец и хранитель идишистской песенной традиции Ефим Александров за проект «Песни еврейского местечка» удостоен звания Лауреата Российской Национальной премии «Человек года» — 2001, Премии Федерации Еврейских Общин России «Человек года — 5764». Израильский телеканал «Израиль плюс» на своей ежегодной праздничной церемонии «Золотая девятка 2005 года», на которой провозглашают Людей Года, внесших свой достойный и весомый вклад в важнейшие сферы жизни израильского общества, наградил Ефима Александрова Специальным призом «Золотая девятка» — «За вклад во всемирную еврейскую культуру».
В 2001 году в Москве в Московского театре Новая Опера под патронатом Международного благотворительного фонда Юрия Башмета состоялась премьера концерта «Песен еврейского местечка».
В программу были включены не только народные песни, сочинённые в еврейском местечке на языке идиш, но и песни, написанные выходцами из еврейских местечек, разъехавшимися по свету после отмены черты оседлости. За десять лет существования проекта было создано несколько концертных программ, состоялось более 300 представлений «Песен еврейского местечка» в США, Канаде, Германии, Израиле, Австралии в странах СНГ и в России. Ефим Александров ведёт активную исследовательскую работу по восстановлению идишистской музыкальной культуры. Совместно с Российским государственным симфоническим оркестром кинематографии под управлением Сергея Скрипки записано несколько дисков песен еврейских местечек России, Белоруссии, Украины… В Московском театре «Новая опера» и в Государственном центральном концертном Зале «Россия» были сняты два фильма-концерта, которые транслировались во многих странах мира.
В проекте звучат традиционные еврейские народные песни, а также песни С.Кемельмахера, Е.Александрова, В.Шаинского, И.Любинского на стихи С.Кемельмахера, Б.Зицермана, М. Танича, И.Керлер и других авторов.
За десять лет в рамках проекта было создано несколько концертных программ.
В первой концертной программе «Песен еврейского местечка» исполнялись песни, которые вошли в музыкальный альбом «Песни еврейского местечка»:
- Лэхаим (идиш לחײם‎, букв. «За жизнь»)
- Киндер йорн (идиш קינדער יאָרן‎, букв. «Детские годы»)
- Кузина (идиш די גרינע קוזינע‎, букв. «Зелёная кузина»)
- А идишэ мамэ (идиш אַ ייִדישע מאַמע‎, букв. «Еврейская мама»)
- Фрэкт вос кен их
- Гефилтэ фиш (идиш געפֿילטע פֿיש‎, букв. «Фаршированная рыба»)
- Мойшелэ майн фрайнт (идиш משהלע מײַן פֿרײַנד‎,  букв. «Друг мой Мойшелэ»)
- Рэбэ (идиш רעלע‎)
- Папиросн (идиш קױפֿט זשע פּאַפּיראָסן‎, «Купите папиросы») Германа Яблокова
- Тум-ба
- Их хоб дих цу фил либ (идиш איך האָב דיך צופיל ליב‎) )
- Ицик (идиш איציק האָט שוין חתונה געהאַט‎, «Ицик женился»)
- Попурри еврейских песен.

Во второй программе звучали песни, вошедшие в альбом «Песни еврейского местечка 2»:
- Лэхаим. Фантазия на музыку Д. Бокка из мюзикла «Fiddler on the Roof»
- А клэйничкер винтэлэ
- Бай мир бисту шейн (идиш בײַ מיר ביסטו שײן‎), букв. «Для меня ты самая красивая»)
- Майн Бершадь (идиш מײַן בערשאד‎, букв. «Моя Бершадь»)
- Идишэ майхолим
- Цып, цып гэмерл
- Майн татэ (идиш מײַן טאטע‎))
- Ву нэмт мэн а бисалэ мазл (идиш ?װוּ נעמט מען אַ ביסעלע מזל‎))
- А кошэрэ качкэ
- Шолэм алэйхэм (идиш שאלעם אלייכעם‎, букв. «Мир вам»)

Стихотворения Анатолия Кобенкова « Мир еврейских местечек»
и  Бориса Зицермана « Думали мы в детстве: мама вечна»
16 октября на сцене Московского Художественного Академического театра им. М. Горького состоялся премьерный концерт Ефима Александрова «ПЕСНИ ЕВРЕЙСКОГО МЕСТЕЧКА-10 ЛЕТ».
В программе прозвучали произведения еврейской народной музыки и фольклора
в музыкальной редакции Ефима Александрова, в аранжировках Юрия Якушева,
- Лэхаим.
- Поезд на Бердичев
- Чири Бом
- Мойшелэ майн фрайнт
- А идишэ мамэ
- Балагулы (хореографическая композиция)
- Ву нэмт мэн а бисалэ мазл
- Их хоб дих цуфил либ
- Ицик
- Рэбэ.
- Семь сорок (музыкальная фантазия.)
- Жил на свете Хаим…
- Папиросы
- Бай мир бисту шейн
- Школа Соломона Пляра
- Как на Дерибасовской
- История Каховского раввина
- Мясоедовская улица моя
- Ах, Одесса (попурри)
- Попурри  еврейских народных песен.
- Ломир алэ инэйнэм.
- а также, «Секрет фаршированой рыбы» - музыка И. Любинского, стихи М. Танича
- «Идише майхолим» - музыка и стихи С. Камельмахера, литературная редакция М. Котляровой, музыкальная редакция Е. Александрова
- «Дядя Эля»  - музыка народная, стихи Е. Полонской, Музыкальная  редакция Н. Пустельника
- «Два кольоры» - музыка  О. Билаша, стихи Д. Павлычка
- «Эвейну шолом алэйхем» -  музыка народная, стихи  на идиш Б. Зицермана
- Стихи:
- « Уходят матери» Евгения Евтушенко,
- «Галактика еврейского местечка» Галины Орловой

В концертах «Песен еврейского местечка» в разные годы принимали участие:
Персоналии:
- Режиссёры-постановщики: Алексей Гарнизов (2001 г.), Заслуженный деятель искусств Российской Федерации Любовь Гречишникова (2005 г., 2011 г.).
- Хореографы-постановщики: Заслуженный деятель искусств Р.Ф. Юрий Царенко (2001 г.), Заслуженный деятель искусств Российской Федерации Николай Андросов (2005 г., 2011 г.).
- Художник-постановщик: Александр Гримм (2001г, 2005г.), Юрий Антизерский  (2011 г.).
- Звукорежиссёры: Геннадий Папин.(2001г.,.2005 г., 2011 г.) , Сергей Ремизов (2001г.,.2005 г., 2011 г).
- Дирижёр: Народный артист Российской Федерации Сергей Скрипка (2001г., 2005 г., 2011 г.).
- Режиссёры телевизионных версий: Лина Арифулина (2001 г.); Артём Шадров (2005 г.); Хуан Ларра (2011 г.).
- Аранжировщик: Заслуженный деятель искусств Российской Федерации Юрий Якушев (2001г., 2005 г., 2011 г.).
- Литературные редакторы, консультанты: Борис Зицерман, Мария Котлярова, Александр Герцберг.
- Директор - менеджер - Элла Омельченко-Арииштейн.(2001г.).
- Технический директор – Наталья Журавлёва (2011 г.).
- Концертный директор – Наталья Александрова (2005г,2011 г.).

Музыкальные и театральные коллективы:
- Российский государственный симфонический оркестр кинематографии
- Группа солистов — инструменталистов Государственного оркестра джазовой и эстрадной музыки имени О.Лундстрема
- Группа инструменталистов оркестра народных инструментов.
- Русский национальный балет «Кострома» (2001 г.)
- Московский государственный ансамбль танца «Русские сезоны»
- Вокальный ансамбль «A’cappella express»
- Вокальный ансамбль «Вокал-Бенд»
- Вокальный ансамбль «Москва-Транзит»
- Академический хор под руководством Людмилы Урман
- Концертный хор под руководством В.Рыбина
- Артисты Театра национального искусства под руководством Владимира Назарова
- Артисты театра под руководством Народного артиста российской Федерации Владимира Винокура.
- Хор мальчиков Московского хорового училища им. Свешникова
- Детский хореографический ансамбль «Буратино»
- Театр-студия «Непоседы».
- Московский мюзик-холл.

По единодушным отзывам Архивная копия от 24 марта 2012 на Wayback Machine российской и зарубежной (недоступная ссылка) прессы, проект «Песни еврейского местечка» не имеет аналогов в мире.